# 황의명
황의명(黃義明, 일본식 이름: 松田義明마쓰다 요시아키, 尨村義明보무라 요시아키, 1901년 11월 10일 ~ ?)은 일제강점기의 관료 겸 공작원으로, 본적은 서울특별시 종로구 누상동이다.

## 생애
1933년 6월 24일 쑤이화(綏化, 수화) 조선인 민회장으로 임명되었다. 1935년 2월부터 1937년 12월 15일까지 조선총독부 촉탁으로 재직하는 동안 재만 조선인과 관련된 각종 정보를 수집하는 한편 안전농촌 건설을 주도하여 일본의 만주 지배와 조선인 통제 정책에 적극 협력했다. 1939년 12월 2일 만주국 협화회 계림분회와 수도본부 간담회에 참석했고, 1939년 12월 11일 만주국 협화회 하얼빈 금강분회장, 1940년 1월 24일 국방부인회 하얼빈 금강분회 고문으로 각각 임명되었다.
1940년 8월 20일 조선인교육후원회 부위원장으로 임명된 뒤부터 만주 지역의 황민화 교육 정책 시행을 주도했다. 1940년 11월 동남지구특별공작후원회 빈장 성(濱江省, 빈강성) 지부 하얼빈 지역 제3반 유세반장, 동남지구특별공작후원회(東南地區特別工作後援會) 상무위원을 역임하는 동안 항일 무장 세력에 투항할 것을 권유하는 선전 유세 활동을 전개하는 한편 각 지부를 상대로 후원금 징수 활동을 전개했다. 이러한 경력으로 인해 친일반민족행위진상규명위원회가 발표한 친일반민족행위 705인 명단에 포함되었다.
광복 이후에 대한민국 강원도 삼척군(현재의 강원특별자치도 삼척시)에서 북삼탄광(北三炭鑛) 부사장으로 근무했지만 한국 전쟁 중이던 1950년 7월 17일에 납북되었으며 이후의 행적에 대해서는 거의 알려져 있지 않다. 1984년 12월 24일에는 서울가정법원으로부터 실종 선고를 받았다.

## 참고자료
- 친일반민족행위진상규명위원회 (2009). 〈황의명〉. 《친일반민족행위진상규명 보고서 Ⅳ-19》. 서울. 904~924쪽.